# Matthaeus Witke
Matthaeus Witke, též Matthew Wittke, dle matriční knihy Matúš Witek (12. srpna 1705 – 19. června 1761) byl misionář moravských bratří, působící v severní Americe; povoláním zedník.
Narodil se v Ženklavě. Roku 1728 odešel do Herrnhutu, roku 1742 odplul do severní Ameriky, kde působil do konce svého života v bratrských koloniích. Oženil se s Elizabeth Schmied. Je pohřben v Nazarethu.